# Aigars Apinis
Aigars Apinis, né le 9 juin 1973 à Aizkraukle, est un athlète handisport letton.

## Biographie
Aigars Apinis est paraplégique depuis l'âge de 18 ans à la suite d'un accident de plongeon le 3 juin 1992. Au début, c'est sa mère qui l'a encouragé à s'engager dans le sport. Plus tard, il a rencontré l'entraîneur Aldis Supulnieks (décédé en 2022), qui l'a encouragé à essayer l'athlétisme. 
Quelques années plus tard, il a commencé à s'entraîner sérieusement. Il commence à pratiquer l'athlétisme handisport à l'âge de 23 ans. Il remporte aux Jeux paralympiques d'été de 2000 deux médailles de bronze (en lancer du disque et en lancer du poids). Il est ensuite sacré champion du monde de lancer du disque en 2002, 2006, 2011 et 2015 et champion du monde du lancer du poids en 2011 et 2013. Son palmarès paralympique est quant à lui complété de 4 médailles d'or (lancer du disque en 2004 et 2008, lancer du poids en 2012 et 2016) et deux médailles d'argent (lancer du poids en 2008 et lancer du disque en 2012).
Ses dernières médailles sont le bronze, qu'il remporta, lors des jeux paralympiques d'été de 2020, et l'argent aux jeux paralympiques de Paris 2024.
En 2015, Aigars Apinis, mais aussi Juris Tone, (médaillé de bronze en bobsleigh) affirment être prêts à vendre leurs médailles pour récolter les 47 000 euros nécessaires, pour aider les sportifs handicapés lettons à participer aux jeux paralympiques 2015, en Nouvelle-Zélande.
Aigars Apinis est également Vice-Président au Comité Paralympique de Lettonie. Il est fait officier de l'ordre des Trois Étoiles par le président Valdis Zatlers en 2008. Il vit à Riga (capitale de la Lettonie).